# فرانشيسكا لوبياني
فرانشيسكا لوبياني (بالإيطالية: Francesca Lubiani)‏ مواليد 12 يوليو 1977 في بولونيا، هي لاعبة كرة مضرب إيطالية سابقة بدأت مسيرتها كمحترفة سنة 1992 وكانت تلعب باليد اليسرى، اعتزلت اللعب في 2006. أعلى تصنيف لها في الفردي كان 58. أعلى تصنيف لها في الزوجي كان 114.

## روابط خارجية
- فرانشيسكا لوبياني على موقع رابطة محترفات التنس (الإنجليزية)
- فرانشيسكا لوبياني على موقع الاتحاد الدولي لكرة المضرب (الإنجليزية)
- فرانشيسكا لوبياني على موقع كأس بيلي جين كينغ (الإنجليزية)
- فرانشيسكا لوبياني على موقع خلاصة التنس.كوم (الإنجليزية)